# Hoplias lacerdae
Hoplias lacerdae es una especie de peces de la familia Erythrinidae del orden Characiformes.

## Morfología
Los machos pueden llegar alcanzar los 75 cm de longitud total y 4.309 g de peso.

## Hábitat
Es un pez de agua dulce y de clima tropical.

## Distribución geográfica
Se encuentran en Sudamérica: cuenca del río Ribeira de Iguape en  São Paulo y Paraná (Brasil ).